# 1,1,3-三氯丙烯
1,1,3-三氯丙烯是一种有机化合物，化学式为C3H3Cl3，它是三氯丙烯的同分异构体之一。它可由1,1,1,3-四氯丙烷在催化剂（如氯化亚铁、六羰基钼等）下发生消除反应得到。它和氯气加热反应，可以得到1,1,1,2,3-五氯丙烷。